# 시린구
시린구(한국어: 서림구, 중국어: 西林区, 병음: Xīlín Qū)는 중화인민공화국 헤이룽장성 이춘 시의 행정구역이다. 넓이는 457km2이고, 인구는 2007년 기준으로 50,000명이다.

## 행정 구역
3개 가도를 관할한다.
- 가도: 西林街道, 新兴街道, 苔青街道.